# 高山市立清見中学校
高山市立清見中学校 （たかやましりつ きよみちゅうがっこう）は、岐阜県高山市にある公立中学校。
校区は高山市清見町全域（旧・大野郡清見村）であり、高山市立清見小学校の児童が進学する。

## 沿革
- 1961年（昭和36年） - 中学校統合問題が議会で取り上げられる。
- 1962年（昭和37年）4月1日 - 福寄中学校が巣野俣中学校を統合する。
- 1963年（昭和38年）
  - 4月1日 - 池本中学校、夏厩中学校、大原中学校、福寄中学校、牧ヶ洞中学校を統合し、清見村立清見中学校として開校。名目上の統合であり、旧・中学校を分教室（池本教室・夏厩教室・大原教室・福寄教室・牧ヶ洞教室）とする。池本中学校の分校（森茂分校・小鳥山分校）、及び大原中学校の分校（楢谷分校）を引き継ぐ。
  - 8月20日 - 清見中学校建設委員会が設立され、翌年の校舎の建設が決まる。
- 1964年（昭和39年）11月19日 - 現在地に統一校舎が完成。池本教室、夏厩教室、大原教室、福寄教室、牧ヶ洞教室、及び楢谷分校を廃止。
- 1967年（昭和42年）8月1日 - 森茂分校、小鳥山分校を廃止。
- 2005年（平成17年）2月1日 - 清見村が高山市に編入される。同時に高山市立清見中学校に改称する。